# コレスタン
コレスタン(Cholestane)は、飽和した27個の炭素原子から構成されるステロイドの誘導体である。真核生物のうち、特に動物が合成するステロイドの１種であるコレステロールの炭素骨格に相当する。
地層中において、コレステロールなどのコレスタン骨格をもつステロイドから続成作用（diagenesis）により生成する。ステロイドから続成作用により生成する飽和化合物はステランと総称されるが、コレスタンはステランの代表例である。過去の生態系、とりわけ真核生物の存在および進化を探るためのバイオマーカー（Biomarker）として広く利用されている。類似のバイオマーカーとしてエルゴスタン（ergostane）やスティグマスタン（stigmastane）がある。コレスタンとの違いはC-24位に付加されたメチル基の数である。

## コレスタンの誘導体
誘導体は、次の2つに分類される。
- ステロール（アルコール基を持つ。）
- コレステン（二重結合を持つ。）

コレステロール等のいくつかのステロイドは、どちらにも分類される。